# W ciemno
W ciemno (tytuł oryg. Out in the Dark, tytuł hebr. עלטה) – izraelsko-amerykański film fabularny z 2012 roku, napisany przez Michaela Mayera i Yaela Shafrira oraz wyreżyserowany przez Mayera. Opowiada historię romansu palestyńskiego studenta i prawnika z Tel Awiwu. Tłem dla przedstawionych wydarzeń jest konflikt izraelsko-palestyński. W rolach głównych wystąpili w filmie Nicholas Jacob i Michael Aloni. Światowa premiera projektu odbyła się 7 września 2012 w trakcie 37. Międzynarodowego Festiwalu Filmowego w Toronto. Po emisji na dziesięciu światowych festiwalach, obraz wydano w kinach izraelskich 28 lutego 2013. W Polsce film trafił do dystrybucji kinowej 11 października 2013, a 24 kwietnia 2014 został zaprezentowany widzom Międzynarodowego Festiwalu Filmowego "Żydowskie Motywy". Krytycy pozytywnie ocenili film. W ciemno wyróżniony został siedemnastoma nagrodami filmowymi.

## Opis fabuły
W telawiwskim klubie dla gejów Nimer poznaje przystojnego Roya. Pierwszy z mężczyzn jest studentem psychologii z Palestyny, drugi − renomowanym prawnikiem z Izraela. Mimo barier, spowodowanych konfliktem międzypaństwowym, Nimer i Roy angażują się w związek emocjonalny.

## Obsada
- Nicholas Jacob − Nimer Mashrawi
- Michael Aloni − Roy Schaffer
- Jamil Khoury Nabil Mashrawi
- Alon Pdut − Gil
- Loai Nofi − Mustafa N'amna
- Khawlah Hag-Debsy − Hiam Mashrawi
- Maysa Daw − Abir Mashrawi
- Shimon Mimran − Daniel
- Alon Oleartchik − Eitan Schaffer

## Nagrody i wyróżnienia
- 2012, Toronto International Film Festival:
  - nominacja do nagrody Discovery (wyróżniony: Michael Mayer)[4]
- 2012, Chicago International Film Festival:
  - nominacja do nagrody Gold Hugo w kategorii nowi reżyserzy (Michael Mayer)[4]
  - nominacja do Nagrody Widzów w kategorii nowi reżyserzy (Michael Mayer)[4]
- 2012, International Film Festival of India:
  - nominacja do nagrody Golden Peacock w kategorii najlepszy film (Michael Mayer)[4]
- 2012, Thessaloniki Film Festival:
  - nominacja do nagrody Open Horizons (Michael Mayer)[4]
- 2012, Haifa International Film Festival:
  - nagroda Israeli Film Competition w kategorii film pełnometrażowy (Michael Mayer, Lihu Roter; ex aequo z filmem Wypełnić pustkę)[4]
- 2012, Hamburg Film Festival:
  - nominacja do nagrody Art Cinema (Michael Mayer)[4]
- 2013, Seattle International Film Festival:
  - nominacja do nagrody Golden Space Needle w kategorii najlepszy reżyser (Michael Mayer)[4]
- 2013, Berlin Jewish Film Festival:
  - Nagroda Widzów (Michael Mayer)[4]
- 2013, L.A. Outfest:
  - nominacja do nagrody Grand Jury w kategorii wybitny międzynarodowy film narracyjny (Michael Mayer)[4]
- 2013, Molodist International Film Festival:
  - nominacja do nagrody Sunny Rabbit Prize w kategorii najlepszy film pełnometrażowy (Michael Mayer)[4]
- 2013, Tbilisi International Film Festival:
  - nominacja do Nagrody Jurorów (Michael Mayer)[4]
- 2013, Melbourne Queer Film Festival:
  - nominacja do Nagrody Jurorów w kategorii najlepszy film pełnometrażowy (Michael Mayer)[4]
- 2013, Napoli Film Festival:
  - nominacja do nagrody przyznawanej za najlepszy film pełnometrażowy (Michael Mayer)[4]
- 2013, Tampa International Gay and Lesbian Film Festival:
  - Nagroda Jurorów przyznawana za najlepszy film pełnometrażowy − II m-ce (Michael Mayer)[4]
- 2013, Torino International Gay & Lesbian Film Festival:
  - Nagroda Widzów w kategorii najlepszy film pełnometrażowy (Michael Mayer)[4]
  - nominacja do nagrody im. Ottavio Maia − udział w konkursie na najlepszy film (Michael Mayer)[5]
- 2013, FilmOut San Diego:
  - nagroda FilmOut Festival w kategorii najlepszy międzynarodowy film pełnometrażowy (Michael Mayer)[4]
  - nagroda FilmOut Audience w kategorii najlepszy narracyjny debiut pełnometrażowy (Michael Mayer)[4]
  - nagroda FilmOut Audience w kategorii najlepszy aktor drugoplanowy (Michael Aloni)[4]
- 2013, Miami Gay and Lesbian Film Festival:
  - Nagroda Widzów w kategorii najlepszy film (Michael Mayer)[4]
- 2013, Long Island Gay and Lesbian Film Festival:
  - Nagroda Jurorów w kategorii najlepszy męski film pełnometrażowy (Michael Mayer)[4]
- 2013, Nashville Film Festival:
  - nagroda przyznawana dla najlepszych młodych reżyserów − specjalne wyróżnienie (Michael Mayer)[4]
- 2013, Toronto Inside Out Lesbian and Gay Film and Video Festival:
  - Specjalna Nagroda Jurorów (Michael Mayer)[4]
- 2013, New York Lesbian and Gay Film Festival:
  - nominacja do nagrody przyznawanej za najlepszy zagraniczny, narracyjny film pełnometrażowy (Michael Mayer)[4]
- 2013, Guadalajara Mexican Film Festival:
  - nagroda Mayahuel − specjalne wyróżnienie (Michael Mayer)[4]
- 2013, Philadelphia International Gay & Lesbian Film Festival:
  - Nagroda Widzów w kategorii najlepszy film pełnometrażowy (Michael Mayer)[4]
  - Nagroda Widzów w kategorii najlepszy reżyser (Michael Mayer)[4]
- 2013, San Francisco International Lesbian & Gay Film Festival:
  - nagroda przyznawana za najlepszy debiutancki film pełnometrażowy (Michael Mayer)[4]
- 2013, Queer Lisboa − Festival Internacional de Cinema Queer:
  - nominacja do nagrody Jury Prize w kategorii najlepszy film pełnometrażowy (Michael Mayer)[4]
- 2013, Rochester ImageOut:
  - Nagroda Widzów w kategorii najlepszy narracyjny film pełnometrażowy (Michael Mayer)[4]
  - Nagroda Jurorów w kategorii najlepszy narracyjny film pełnometrażowy (Michael Mayer)[4]
- 2013, Image + Nation Festival Cinema LGBT Montreal Film Festival:
  - nominacja do Nagrody Jurorów w kategorii najlepszy film pełnometrażowy (Michael Mayer)[4]
- 2014, GLAAD Media Awards:
  - nominacja do nagrody GLAAD w kategorii wybitny film wydany w dystrybucji ograniczonej (Michael Mayer)[4]
- 2014, Międzynarodowy Festiwal Filmowy "Żydowskie Motywy":
  - nominacja do nagrody Złoty Warszawski Feniks (Michael Mayer)[5]
- 2014, Gay and Lesbian Entertainment Critics Association (GALECA):
  - nominacja do nagrody Doriana w kategorii zagraniczny film roku[4]